# Gobiesox aethus
Gobiesox aethus — вид риб родини присоскоперих (Gobiesocidae). Поширений на сході Тихого океану навколо мексиканських островів Ревільяхіхедо. Цей бентосний вид, пов'язаний з рифами, мешкає на кам'янистому субстраті на глибині до 10 м.